# Dyme boliviana
Dyme boliviana är en insektsart som först beskrevs av Salvador de Toledo Piza Júnior 1939.  Dyme boliviana ingår i släktet Dyme och familjen Diapheromeridae. Inga underarter finns listade i Catalogue of Life.